# Casey Novak
Pomoćnica tužioca Casey Novak je fiktivni lik iz serije Zakon i red: Odjel za žrtve. Od 2003. pa do 2008. ju je glumila Diane Neal. 

## Lik
Igrana od Diane Neal, Casey je mlada, borbena i fokusirana tužiteljica koja, iako nekad jako pogođena strašnim situacijama koje se pojavljuju ne njezinom poslu, ne iskazuje svoje osjećaje. Casey nekad gleda svijet crno-bijelo i slijepo slijedi zakon bez obaziranja na osumnjičene i njihovu situaciju, osim ako je drukčije ne uvjere detektivi Odjela, ili u nekoj zbilja izuzetnoj situaciji. Njezin idealizam postaje vidljiv pogotovo u slučajevima zlouporabe moći. Iako je brzo izgubila nevinost u radu sa seksualnim zločinima, još uvijek pokazuje teškoću pri radu sa sivim dijelovima ljudskog uplitanja, radije koristeći zakon u zbrkanosti svakog individualca.

## Kao tužiteljica Odjela za žrtve
Casey je radila na slučajevima zlouporabe ovlaštenja prije nego što su je premjestili u Odjel 2003., nakon što je bivša PT Alexandra Cabot preseljena u Program zaštite svjedoka. Na svom prvom slučaju Casey je zamolila tužioca Arthura Brancha (igra ga Fred Dalton Thompson) da je premjesti iz Odjela jer je imala osjećaj da se neće moći nositi sa seksualnim zločinima, pogotovo onima počinjenima na djeci. Branch je odbio uz objašnjenje da ju je promatrao već neko vrijeme i da misli da je ona savršena za taj posao. Ostala je u Odjelu, i nakon gotovo 3 godine malo se smekšala, no seksualni zločini s kojima svakodnevno ima posla još je uvijek gade.
Casey je o Odjel stigla napeta kao puška, planirajući napustiti svoje mjesto u birou, odmah prilazeći det. Stableru (igra ga Christopher Meloni) i det. Benson (igra je Mariska Hargitay) tako što je preispitivala njihov detektivski rad i ometajući njihovo saslušanje osumnjičenika. Bilo je potrebno nekoliko mjeseci i razgovor s kapetanom Cragenom (igra ga Dann Florek) da bi Casey shvatila važnost timskog rada. Trebalo je čekati do proljeća 2004. da bi Casey razvila privatno/poslovno odnos s Elliotom, Olivijom i Munchom (igra ga Richard Belzer). Do rujna 2004. Njezin odnos sa Stablerom, osobito, došao je do razine profesionalnog poštovanja i prijateljstva. Prije detektivi su s Casey imali vrlo malo, skoro ništa, kontakta, dijelom što su duboko poštovali Caseyinu prethodnicu Alexandru Cabot.
U svibnju 2004. bila je uspješna u otklanjanju suca Olivera Tafta (igra ga Tom Skerritt) sa sudačke pozicije zbog toga što je pričao s optuženom van suda, što je uzrokovalu ubojstvo bolesne djevojčice. 
Kao i Alexandra, Casey je postala žrtva kriminala na poslu. U ranoj 2005., brat žrtve silovanja kojoj je Casey pomagala fizički ju je napao u njezinom uredu. Iako ne fatalan, napad je bio jedan način ubojstva zbog časti jer je sestra, nedokumentirana imigrantica, trebala otkriti da je silovana da bi dobila "U-vizu" pod Aktom o žrtvama prometa i nasilja iz 2000., no brat, konzervativni musliman, mislio je da je to sramota. 
Casey ima studentsko-mentorski odnos s bivšom sutkinjom, Mary Conway Clark (igra je Marlo Thomas), od koje je učila nakon studija prava, i odnos s bivšom nadglednicom Elizabeth Donnelly (igra ju Judith Ligh), koja je od tada postavljena za sutkinju. Nekad se nađe i u situaciji da je na slučaju protiv odvjetnika s kojima je prije radila.

U finalu 8. sezone Casey ne uspijeva osuditi dvostrukog ubojicu Dariusa Parkera (Ludacris) i odmah nakon suđenja je pozvana u Branchov ured, no ipak je ostala na poziciji. Casey trenutno služi pod novim okružnim tužiocem Jackom McCoyjom (Sam Waterston), koji je zamijenio Brancha na toj poziciji. 
U epizodi "Impulsive" Casey napada voditelja doma nakon što je petnaestogodišnja silovan, a on nije ništa učinio. Taj isti voditelj je i uništio dokaze tako što je očistio sobu nakon napada.
U epizodi "Blinded" Casey nagovori Stablera da svjedoči protiv silovatelja djece koji ga je napao dok ga je Stabler uhitio i privremeno ga je oslijepio. Casey uhvati Stablera nespremnom na svjedočenju sa svojim pitanjima kako bi spriječila da optuženi bude izručen u Louisianu. Kada novi tužitelj Jack McCoy čuje što je napravila zaprijeti joj da će joj oduzeti dozvolu i da će se osobno pobrinuti da više ne radi kao tužiteljica.
Casey je svoj posljednji nastup imala u finalu 9. sezone. Dobila je suspenziju od minimalno godinu dana zbog lošeg ispitivanja policajca koji je optužen za silovanje i ubojstvo. Nasljedila ju je Kim Greylek koja nam je i otkrila kako je Casey izgubila svoju dozvolu. No, Kim je u seriji ostala samo 14 epizoda 10. sezone kad ju je zamijenila Alexandra Cabot.

## Zanimljivosti
- Casey igra softball u pravnoj ligi za momčd PT-a i voli posjetiti kavez za vježbanje udaraca. Stabler ju je prvi put prepoznao kada je igrao meč protiv njezine ekipe (u tom meču je vjerojatno Caseyina ekipa pobijedila Stablerovu ekipu policajaca), i Cragen ju je jednom potražio u kavezu za vježbu da bi se dogovorio oko slučaja.
- Casey na posao dolazi biciklom, pa čak i za vrijeme najveće gužve.
- Caseyin otac bio je u Vijetnamskom ratu. Tri puta je pogađan i dobio je "Ljubičasto srce".
- Od svih PT-a Zakona i reda (kao što su Jack McCoy, Connie Rubirosa, Alexandra Borgia, Serena Southerlyn i Ron Carver), Casey je najmlađa.
- Diane Neal je i prije uloge Casey Novak, nastupila u Odjelu za žrtve. U 10. epizodi 3. sezone, "Ridicule", tumačila je ulogu silovateljice,  Amelie Chase, koju je osudila Alexandra Cabot.
- Za vrijeme zadnje godine studija prava, Casey je bila zaručena, no njezin budući muž je dobio shizofreniju, ostao neliječen i na kraju postao beskućnik. Nakon toga ga nikad više nije vidjela.